# Laudenbach, Baden-Württemberg
Laudenbach är en kommun och ort i Rhein-Neckar-Kreis i regionen Rhein-Neckar i Regierungsbezirk Karlsruhe i förbundslandet Baden-Württemberg i Tyskland.
Kommunen ingår i kommunalförbundet Hemsbach tillsammans med staden Hemsbach.